# Gaudenci Masó i Ruiz de Espejo
Gaudenci Masó Ruiz de Espejo (Santiago de Cuba, 1830 - Girona, 1893) fou un empresari i col·leccionista d'art.
Nascut a Santiago de Cuba, en una família provinent de Sitges que es dedicava al comerç marítim, es va dedicar a la indústria i el comerç naval, al periodisme i al col·leccionisme amateur. És fill de Rafael Masó Pascual, fundador de la firma familiar Masó Primos y Cía, català emigrat a cuba als voltants del 1822, i Teresa Ruiz de Espejo, criolla d'origen castellà. Gaudenci Masó és al seu torn el pare de Rafael Masó i Pagès i avi de l'arquitecte Rafael Masó i Valentí.

## Biografia
Tal com s'exposa en el catàleg de l'exposició temporal “Els Masó: articles i col·leccionistes” de la Rafael Masó i Valentí, Gaudenci neix a Santiago de Cuba però emigra a Barcelona a principis de la década del 1840 amb la seva famiíia, després que aquest guanyi una fortuna notòria creada a partir de les rutes comercials en auge entre Barcelona i Santiago de Cuba en un context de revolució industrial.
L'any 1850 es casà dues vegades; tingué un primer matrimoni amb Paula Pagès Monserdà, amb qui tingué cinc fills, i a la mort de la seva primera dona es tornà a casar amb Rosa Sagristà.

## Activitat professional
El seu pare crea un cop retornat Catalunya la firma Masó y Cía, en la qual Gaudenci s'hi incorporarà juntament amb el seu germà, Rafael, constituint així Rafael Masó e Hijos. Gaudenci també participarà en accions en el negoci de la filatura, concretament en la Compañía Suburense, i en la construcció i posada en funcionament de fragates i velers destinats a les rutes comercials. Destaca Paulita, una de les embarcacions més grans construides fins aleshores a Catalunya, en la qual també va treballar com a armador, amb un final fatític arran d'un naufragi, i la Nueva Teresa Cubana. Quan les embarcacions de vela van quedar obsoletes enfront els vaixells de vapor, aquesta es ven a l'empresa Fills de Mallol.
Al Museu de Maricel de Sitges s'hi troba exposat el quadre de Rafael de Monleón “La Nueva Teresa Cubana davant les costes de Sitges (1890).

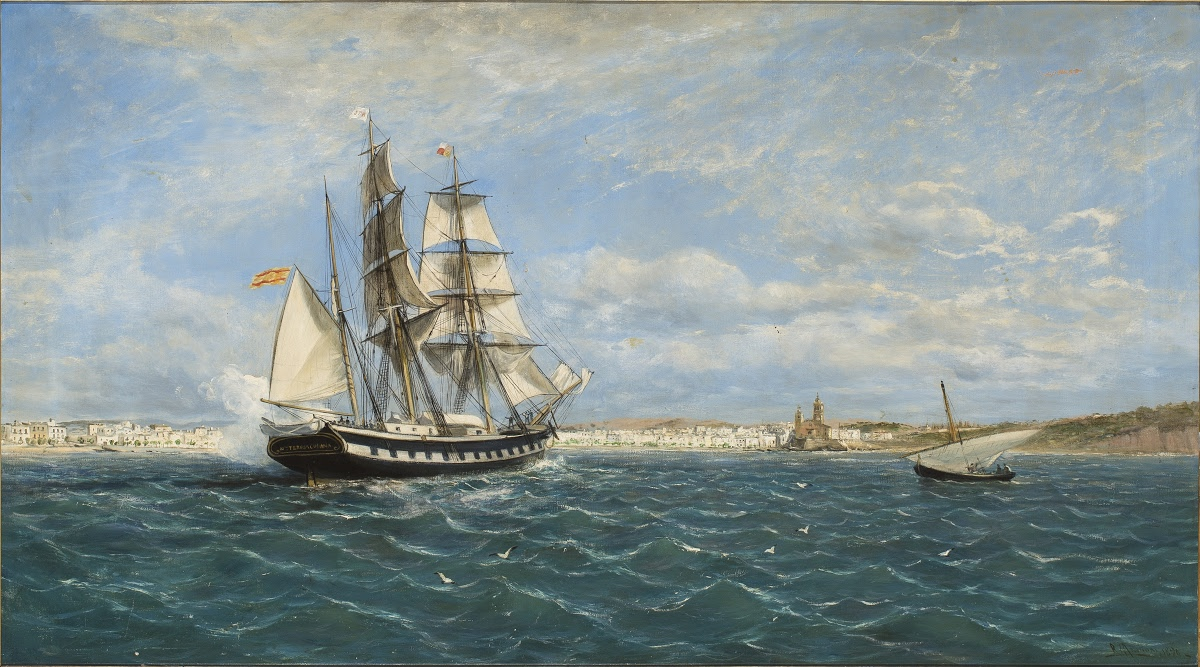
La Nueva Teresa Cubana davant les costes de Sitges, 1890

Amb el temps, Gaudenci Masó utilitza la nova navegació a vapor per posar al servei d'altres societats comercials les seves naus, però sense apostar pel comerç transatlàntic. També diversifica les seves inversions en diferents àmbits de la indústria, el comerç i la navegació. El sector navilier entra en crisis a partir del 1860, porta moltes empreses navals a la fallida i això el duu finalment a traslladar-se a definitivament a Girona el 1871 per gestionar la propietat de Sant Julià de Ramis que la seva esposa havia heredat del seu pare.
El 1881 crea El Constitucional. Periódico Liberal de Gerona, proper al Partit Liberal Conservador de Práxedes Mateo Sagasta, estructurat com a periòdic informatiu amb editorial, notícies locals, nacionals i estrangeres, correspondència i anuncis.

## Col·leccionisme
Establert com a propietari rural i dedicat a diverses activitats econòmiques dispars, “no deixa de resultar insòlit que un empresari compaginés els deures dels negocis amb l'interès per la pintura” i al col·leccionisme d'art.
Deixeble de Claudi Lorenzale i Sugrañes a la Llotja de Barcelona, Gaudenci Masó es forma en la pintura clàssica i beu directament de la pintura romànica catalana. Se'n conserven, a la Fundació Rafael Masó, les quatre còpies de Lorenzale –avui en dia conservats al Museu Nacional d'Art de Catalunya-, dels olis originals de Primavera, Estiu Tardor i Hivern, amb algunes variacions personals.
El seu fill Rafael Masó i Pagès continuarà amb la tasca de col·leccionista ampliant la col·lecció familiar amb altres obres, sobretot d'artistes i pintors del paisatgisme català del segle xix.